# Biuletyn Niemcoznawczy
Biuletyn Niemcoznawczy – rocznik ukazujący się od 1959 do 1971 roku. Wydawcą był Instytut Śląski w Opolu. Publikowane w nim były artykuły naukowe, recenzje, materiały dotyczące Niemiec i Niemców. Pismo było publikowało kilka numerów rocznie. 
W latach 1971–1973 wydawano jako „Biuletyn Naukowy Zakładu Stosunków Międzynarodowych”. W 1974 roku pismo przekształcono w ogólnopolski „Przegląd Stosunków Międzynarodowych”.  

## Redaktorzy naczelni
- Józef Kokot[1]